# Smörhultasjön
Smörhultasjön är en sjö i Gislaveds kommun i Småland och ingår i Nissans huvudavrinningsområde. Sjön är 13,6 meter djup, har en yta på 0,368 kvadratkilometer och befinner sig 162,3 meter över havet. Vid provfiske har bland annat abborre, braxen, gädda och lake fångats i sjön.

## Delavrinningsområde
Smörhultasjön ingår i det delavrinningsområde (634968-136033) som SMHI kallar för Mynnar i Nissan. Medelhöjden är 174 meter över havet och ytan är 37,57 kvadratkilometer. Det finns inga delavrinningsområden uppströms utan avrinningsområdet är högsta punkten. Lillån som avvattnar avrinningsområdet har biflödesordning 2, vilket innebär att vattnet flödar genom totalt 2 vattendrag innan det når havet efter 100 kilometer. Delavrinningsområdet består mestadels av skog (72 %) och sankmarker (10 %). Avrinningsområdet har 0,53 kvadratkilometer vattenytor vilket ger det en sjöprocent på 1,4 %. Bebyggelsen i området täcker en yta av 0,38 kvadratkilometer eller 1 % av avrinningsområdet.

## Fisk
Vid provfiske har följande fisk fångats i sjön:
- Abborre
- Braxen
- Gädda
- Lake
- Mört